# Tabanus melanogaster
Tabanus melanogaster är en tvåvingeart som beskrevs av Juan Brèthes 1910. Tabanus melanogaster ingår i släktet Tabanus och familjen bromsar. Inga underarter finns listade i Catalogue of Life.